# Чимчильбан

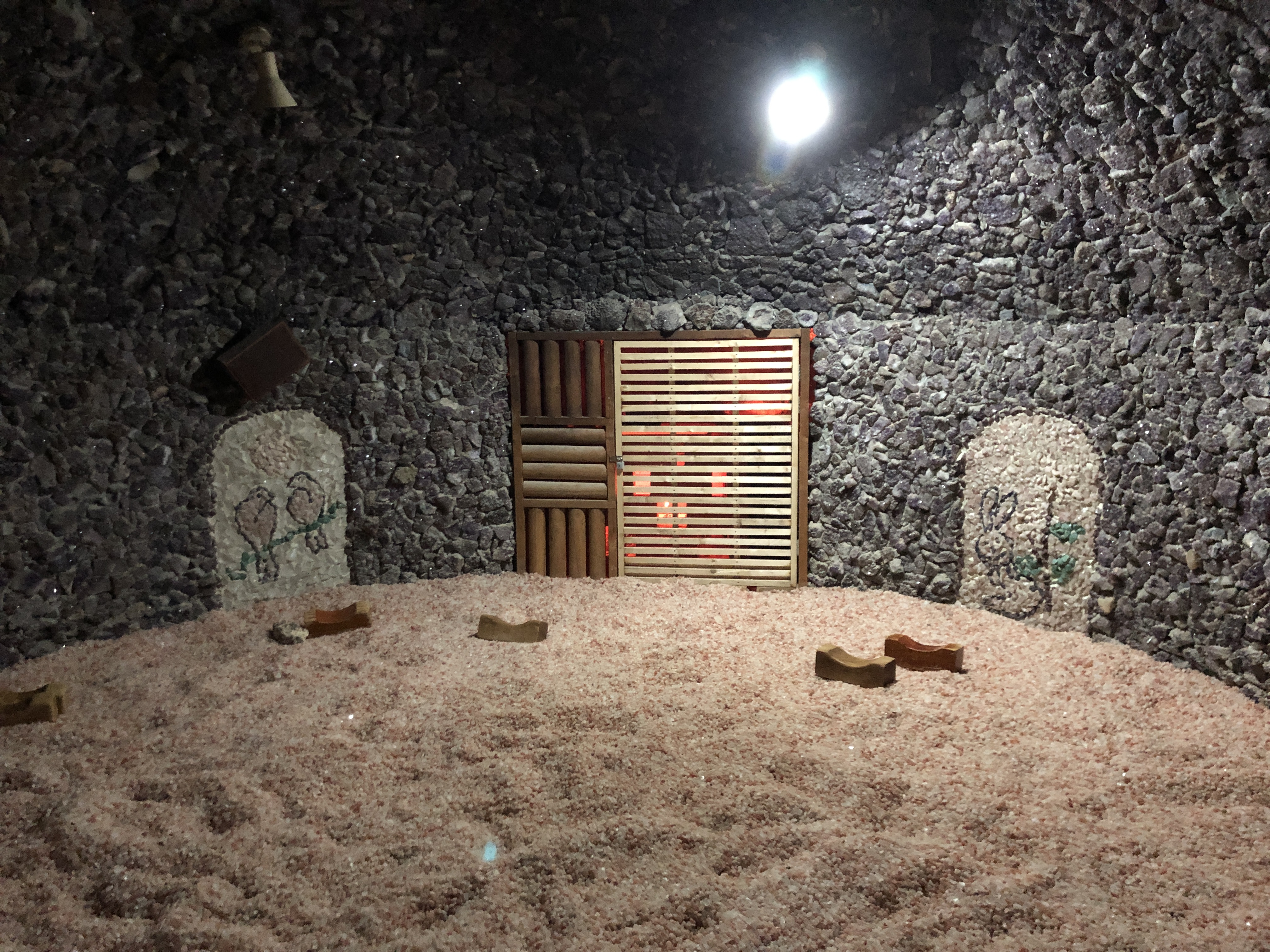
Чимчильбан в городе Вонджу

Чимчильбан (кор. 찜질방?, 찜질房?, «комната на пару») — общественная баня в Южной Корее. Традиционно делится на женскую, мужскую, а также, смешанную зоны. Как правило, оборудована традиционной корейской сауной «Ханджеунгмак», купальнями, душевыми и массажными столами.
Большинство чимчильбанов открыты круглосуточно и являются популярным местом отдыха в выходные дни для южнокорейских семей. В течение рабочей недели многие южнокорейские мужчины, чьи семьи живут за городом, ради экономии средств, остаются ночевать в чимчильбанах.